# Pif poche spécial jeux hors série
Pif poche spécial jeux hors série est un magazine paru entre 1977 et 1984 ayant comporté 31 numéros. La parution fut irrégulière, et la numérotation sujette à variation.
Reprenant le journal des jeux de Pif Gadget, il rééditait notamment Les Enquêtes de Ludo et Jean Richard enquête.

## Correspondance numéro réel/numéro présent sur le magazine[1]
| n° réel | n° sur le magazine             | date de parution   |
| ------- | ------------------------------ | ------------------ |
| 00      | Pif-Gadget Spécial Jeux HS     | 1er trimestre 1977 |
| 01      | Pif Poche Spécial Jeux HS 1    | 1er trimestre 1978 |
| 02      | Pif Poche Spécial Jeux HS 2    | 3e trimestre 1978  |
| 03      | Pif Poche Spécial Jeux HS 3    | 4e trimestre 1978  |
| 04      | Pif Poche Spécial Jeux HS 4    | 1er trimestre 1979 |
| 05      | Pif Poche Spécial Jeux HS 5    | 3e trimestre 1979  |
| 06      | Pif Poche Spécial Jeux HS 6    | 4e trimestre 1979  |
| 07      | Pif Poche Spécial Jeux HS 002  | février 1980       |
| 08      | Pif Poche Spécial Jeux HS 004  | avril 1980         |
| 09      | Pif Poche Spécial Jeux HS 006  | juin 1980          |
| 10      | Pif Poche Spécial Jeux HS 010  | octobre 1980       |
| 11      | Pif Poche Spécial Jeux HS 012  | décembre 1980      |
| 12      | Pif Poche Spécial Jeux HS 102  | février 1981       |
| 13      | Pif Poche Spécial Jeux HS 104  | avril 1981         |
| 14      | Pif Poche Spécial Jeux HS 110  | octobre 1981       |
| 15      | Pif Poche Spécial Jeux HS 112  | décembre 1981      |
| 16      | Pif Poche Spécial Jeux HS 202  | février 1982       |
| 17      | Pif Poche Spécial Jeux HS 204  | avril 1982         |
| 18      | Pif Poche Spécial Jeux HS n°18 | juillet 1982       |
| 19      | Pif Poche Spécial Jeux HS n°19 | octobre 1982       |
| 20      | Pif Poche Spécial Jeux HS n°20 | décembre 1982      |
| 21      | Pif Poche Spécial Jeux HS n°21 | mars 1983          |
| 22      | Pif Poche Spécial Jeux HS n°22 | mai 1983           |
| 23      | Pif Poche Spécial Jeux HS n°23 | juillet 1983       |
| 24      | Pif Poche Spécial Jeux HS n°24 | septembre 1983     |
| 25      | Pif Poche Spécial Jeux HS n°25 | novembre 1983      |
| 26      | Pif Poche Spécial Jeux HS n°26 | janvier 1984       |
| 27      | Pif Poche Spécial Jeux HS n°27 | mars 1984          |
| 28      | Pif Poche Spécial Jeux HS n°28 | juillet 1984       |
| 29      | Pif Poche Spécial Jeux HS n°29 | septembre 1984     |
| 30      | Pif Poche Spécial Jeux HS n°30 | novembre 1984      |